# Herb Brytyjskiego Terytorium Oceanu Indyjskiego

Herb Brytyjskiego Terytorium Oceanu Indyjskiego

Herb Brytyjskiego Terytorium Oceanu Indyjskiego został nadany temu terytorium w 1990 roku, w 25. rocznicę jego utworzenia.
Na tarczy herbowej przedstawiono flagę brytyjską w górnej części, palmę i koronę świętego Edwarda w centralnej części oraz fale reprezentujące Ocean Indyjski w dolnej. Tarcza jest podtrzymywana przez dwa żółwie morskie, będące symbolami lokalnej fauny. Herb zwieńczony jest koroną oraz wieżą z flagą terytorium.
Na dole umieszczono łacińskie motto: In tutela nostra Limuria (Lemuria jest w naszej opiece). Odnosi się to do nieistniejącego lądu Lemurii, o którym sądzono, że zatonął pod Oceanem Indyjskim.